# Booking Holdings
Booking Holdings — американська технологічна компанія, один із провідних постачальнків послуг у галузі туризму та пов'язаних з ним сервісів. Свої послуги компанія надає споживачам та місцевим партнерам у більш ніж 200 країн світу на 40 мовах, через шість вебсайтів: Booking.com, priceline.com, agoda.com, Kayak.com, rentalcars.com та OpenTable. Booking Holdings працює на території Європи, Північній Америці, Південній Америці, Азіатсько-Тихоокеанському регіоні, на Близькому Сході та в Африці. Головний офіс в Норволку, Коннектикут, США.
У 2017 році 89 % свого валового прибутку компанія зробила за межами Сполучених Штатів. Тоді 93,4 % загальних доходів були отримані від комісій, а 6,6 % — з реклами.
Компанія посіла 216-е місце у списку найбільших за доходом корпорацій США «Fortune 500» у 2019 році.

## Історія
У 1997 році Джей Уолкер заснував компанію в Стемфорді, Коннектикут, який запустив туристичний вебсайт Priceline.com.
У 1999 році Booking Holdings Inc. стала публічною компанією через початкову публічну пропозицію від Walker, який володів 35 % у компанії.
У 2005 році компанія придбала нідерландську компанію Booking.com за $133 мільйони.
У 2007 році було придбано тайську туристичну агенцію Agoda.com.
У 2010 році компанія стала власником Rentalcars.com.
У 2013 році Booking Holdings Inc. придбала Kayak.com за $1,8 мільйонів.
Впродовж 2014 року було придбано сервіс OpenTable та Buuteeq and Hotel Ninjas.
1 квітня 2014 року назва компанії була змінена з Priceline.com на Priceline Group Inc.
У 2015 році Booking Holdings Inc. стала власником Rocketmiles.
У липні 2017 року компанія придбала Momondo Group.
У серпні 2017 року KAYAK придбав активи бразильської компанії Mundi.
21 лютого 2018 року назва компанії була змінена з Priceline Group Inc. на Booking Holdings Inc.
Впродовж 2021 року було придбано FareHarbor та австралійський сервіс HotelsCombined.

## Керівництво
Джеффрі Х. Бойд був головним виконавчим директором у 2002 році, а у 2013 році став головою правління для Booking Holdings.
1 січня 2014 року Даррен Хустон посів посаду головного виконавчого директора компанії.
З 1 січня 2017 року Гленн Д. Фогель є головним виконавчим директором та Президентом компанії.

## Критика

### Вторгнення до Ізраїльських поселень
12 лютого 2020 року Організація Об'єднаних Націй опублікувала дані всіх підприємств, залучених до певних заходів, пов'язаних з ізраїльськими поселеннями на окупованих палестинських територіях, у тому числі Східний Єрусалим. Booking Holdings та її дочірня компанія, Booking.com, були перелічені в базі даних щодо їх участі у заходах, пов'язаних з «Наданням послуг та комунальних послуг, що сприяють утриманню та існуванню поселень».Міжнародне співтовариство вважає, що ізраїльські поселення побудовані на окупованій Ізраїлем землі, щоб порушити міжнародне право.